# Can't Take Me Home
Can't Take Me Home é o álbum de estreia da cantora Pink, lançado em 2000. Vendeu mais de 4 milhões de cópias no mundo, o que é considerado regular para a época.
| Críticas profissionais                                                      | Críticas profissionais |
| Avaliações da crítica                                                       | Avaliações da crítica  |
| Fonte                                                                       | Avaliação              |
| --------------------------------------------------------------------------- | ---------------------- |
| allmusic                                                                    | [ 2 ]                  |
| Rolling Stone                                                               | [ 3 ]                  |
| Esta tabela precisa de ser acompanhada por texto em prosa. Consulte o guia. |                        |

## Faixas
| Can't Take Me Home - Edição Padrão |                              | |                                                |         |  |
| N.º                                | Título                       | Compositor(es) | Produtor(es)                                   | Duração |  |
| 1.                                 | "Split Personality"          | - Pink - Terence "Tramp-Baby" Abney - Kenneth "Babyface" Edmonds                                                        | - BabyFace - Abner - Daryl Simmons             | 4:01    |  |
| 2.                                 | "Hell With Ya"               | - Pink - Kevin She'kespeare - Kandi Burruss - Darius Green                                                              | - Briggs - Burruss                             | 2:58    |  |
| 3.                                 | "Most Girls"                 | - Edmonds - Damon Thomas                                                                                                |                                                | 4:59    |  |
| 4.                                 | "There You Go"               | - Pink - Briggs - Burruss                                                                                               | - Pink - Briggs - Burruss                      | 3:23    |  |
| 5.                                 | "You Make Me Sick"           | - Obi Nwobosi - Ainsworth Prasad - Marthony Tabb                                                                        | - BabyFace - Anthony President - Brainz Dimilo | 4:08    |  |
| 6.                                 | "Let Me Let You Know"        | - Neal Creque - Sean Hall - Christopher "Tricky" Stewart - Robin Thicke                                                 | - Tricky - Hall                                | 4:45    |  |
| 7.                                 | "Love Is Such a Crazy Thing" | - Jason Boyd - Daron Jones - Michael Keith - Quinnes Parker - Marvin Scandrick - Lamont "Stro" Maxwell - Courtney Sills | - Lamont Maxwell - Jones                       | 5:14    |  |
| 8.                                 | "Private Show"               | - Kenneth Karlin - Andrea Martin - Ivan Matias - Carsten "Soulshock" Schack                                             | - Soulshock & Karlin                           | 4:15    |  |
| 9.                                 | "Can't Take Me Home"         | - Pink - Harold Frasier - Steve "Rhythm" Clarke                                                                         | - The Specialists - Clarke                     | 3:39    |  |
| 10.                                | "Stop Falling"               | - Pink - Will Baker - Pete Woodruff                                                                                     | - Will & Pete                                  | 5:51    |  |
| 11.                                | "Do What U Do"               | - James Hollins - Ezekiel Lewis - Kawan Prather - Maurice "Big Reese" Sinclair                                          | - P.A.                                         | 3:58    |  |
| 12.                                | "Hiccup"                     | - Pink - Harold Frasier - Delouie Avant - Steve "Rhythm" Clarke                                                         | - The Specialists - Clarke                     | 3:32    |  |
| 13.                                | "It Is Love"                 | - Pink - Frasier - Avant - Clarke - Aaron Philips                                                                       | - Clarke - Pink                                | 3:38    |  |
| Duração total:                     | Duração total:               | Duração total: | Duração total:                                 | 51:41   |  |

| N.º            | Título                         | Duração |  |
| 14.            | "There You Go (Sovereign Mix)" | 6:20    |  |
| 15.            | "Most Girls (X-Men Vocal Mix)" | 4:53    |  |
| Duração total: | Duração total:                 | 61:14   |  |

## Posições
| Parada (2000)                                 | Posição |
| --------------------------------------------- | ------- |
| Estados Unidos - Billboard 200                | 26      |
| Estados Unidos - Billboard R&B/Hip-Hop Albums | 23      |
| Austrália - ARIA Charts                       | 10      |
| Reino Unido - UK Albums Chart                 | 13      |
| Canadá - Canadian Albums Chart                | 20      |
| Irlanda - Irish Albums Chart                  | 23      |
| Países Baixos - MegaCharts                    | 58      |
| Alemanha - Media Control Charts               | 85      |

| Tabela              | Certificação | Vendas    |
| ------------------- | ------------ | --------- |
| Austrália ARIA      | Platina      | 70,000+   |
| Canadá Music Canada | 2x Platina   | 200,000+  |
| Reino Unido         | Platina      | 422,000   |
| Estados Unidos RIAA | 2x Platina   | 2,400,000 |